# 3 Stick Freestyle
3 Stick Freestyle è un singolo del rapper italiano Shiva, pubblicato il 28 settembre 2022 come terzo estratto dal quarto album in studio Milano Demons.

## Tracce
Testi e musiche di Andrea Arrigoni, Davide Maddalena e Diego Vincenzo Vettraino.
1. 3 Stick Freestyle – 2:29

## Classifiche
| Classifica (2022) | Posizione massima |
| ----------------- | ----------------- |
| Italia            | 58                |